# Domenico Vandelli
Domenico Agostino Vandelli (Pàdua 8 de juliol de 1735 - Lisboa 27 de juny de 1816) va ser un botànic i naturalista italià que treballà gran part de la seva vida a Portugal.
Va estudiar medicina a l'Università degli Studi di Padova on es doctorà l'any 1756 amb la tesi titulada Dissertationes tres: de Aponi thermis, de nonnullis insectis terrestribus et zoophytis marinis, et de vermium terrae reproductione atque taenia canis.
Aviat es relacionà epistolarment amb Carl von Linné (1707-1778) durant molt de temps i les seves cartes apareixen com un apèndix a la seva obra Floræ Lusitanicæ et Brasiliensis Specimen (Coimbra, 1788). Molt important és la carta que va enviar Vandelli el 16 de març de 1761, que inclou la primera descripció de la tortuga llaüt, anomenada Espistola de Holuthurio et testudine coriacea ad celeberrimum Carolum Linnaeum equitem Naturæ curiosorum.
Linnaeus li va dedicar el gènere de peixos Vandellia.
L'any 1763 Vandelli va rebre la invitació del comte d'Oeiras per ensenyar química i història natural al Real Colégio dos Nobres de Lisboa; ell ja havia refusat la invitació de Caterina II per una càtedra a Sant Petersburg.
Va ser professor a la Universitat de Coimbra recent reformada pel Marquès de Pombal. Va ser un pioner de la ciència a Portugal i fundà un laboratori químic l'any 1774, gràcies al qual va ser el primer a repetir l'experiment dels germans Montgolfier. També va fundar el Jardí Botànic de Coimbra l'any 1790.
Va contribuir a fundar l'Academia das Ciências de Lisboa i va ser un membre influent de la Junta do comercio.
Vandellì publicà obres de gran valor com: Dissertatio de arbore draconis, seu dracæna (Lisboa, 1768) que tracta del descobriment de l'espècie de dracena Tronc de la sort. Memoria sobre a utilidade dos Jardins Botanicos (Lisboa, 1770), Fasciculus Plantarum cum novis generibus et speciebus (Lisboa, 1771), Floræ Lusitanicæ et brasiliensis specimen et epistolæ ab eruditis viris Carolo Linné, Antonio de Haen ad Dominicum Vandelli scriptæ (Coimbra, 1788), Diccionario dos termos technicos de Historia natural extrahidos das obras de Linnéo, com a sua explicação, e estampas abertas em cobra, para facilitar a inteligência dos mesmos e a Memoria sobre a utilidade dos Jardins Botanicos (Coimbra, 1788) e infine Viridarium Grisley Lusitanicum, Linneanis, Nominibus illustratum iussu accademiæ in lucem editum (Coimbra, 1789).
Després de la invasió napoleònica de 1807, Domenico Vandelli va ser arrestat acusat de col·laborar amb els francesos i va ser exilat a l'illa Terceira de les illes Açores. Gràcies particularment a Joseph Banks president de la Royal Society, aconseguí fugir a Anglaterra. Només l'any 1815, va poder tornar a Portugal i encara va poder escriure el darrer dels seus llibres: Limpeza da cidade – conselhos de Vandelli para o principe regente (Lisboa, 1815).

## Contribucions científiques
Nombroses plantes i animals porten el seu nom, entre elles: 
- Vandellia cirrhosa
- Vandellia beccarii[1]
- Vandellia sanguinea[2]
- Blanus cinereus

- Saxifraga vandellii,[3]
- Barbacenia vandellii,[4]
- Lafoensia vandellis,
- Androsacea vandellis,[5]
- Palustris vandellia,[6]
- Mayaca vandellii,[7]
- Allium cirrhosum;[8]